# Ida Degrande
Pour les articles homonymes, voir Grande.
Idalie dite Ida Degrande, née le 5 février 1910 à Saint-André et morte le 16 août 1992 à Bruges, est une athlète belge.

## Biographie

### Famille
Ida Degrande est la sœur de Léon Degrande, lui aussi athlète.

## Carrière sportive
En 1924, Ida Degrande participe au Grand meeting international féminin de 1924 et remporte la médaille de bronze au 1000 mètres. Elle prend part au 800 mètres féminin aux Jeux olympiques d'été de 1928.
Elle évolue au sein du club du FC Bruges.
En 1925 et 1927, elle devient championne de Belgique de cross country à Uccle.
Elle arrive première au cross de La Dernière Heure de 1921 à 1927 et en 1929 devant Renée Trente.
En 1926, elle est élue personnalité sportive féminine belge de l’année par les lecteurs de La Dernière Heure.